# Зай (река)
Зай (в верховье Степной Зай; тат. Зәй) — река в Татарстане, впадает в протоку Старая Кама (левая протока Камы).

## Этимология
Гидроним Зай восходит к древнетюркскому Сай (Зай) со значением — «река».

## Описание
Высота истока — 252 м над уровнем моря.
Длина реки 219 км. Площадь водосборного бассейна — 5020 км².
Протекает в основном направлении на северо-запад по территории Бугульминско-Белебеевской возвышенности.
В верхнем течении представляет собой в основном спокойную равнинную реку. В некоторых местах образует перекаты. В нижнем течении меандрирует, недалеко от устья одно из старых русел образовало узкое извилистое озеро «Кривель».
С 1978 года Степной Зай — памятник природы регионального значения в Татарстане.

## Притоки

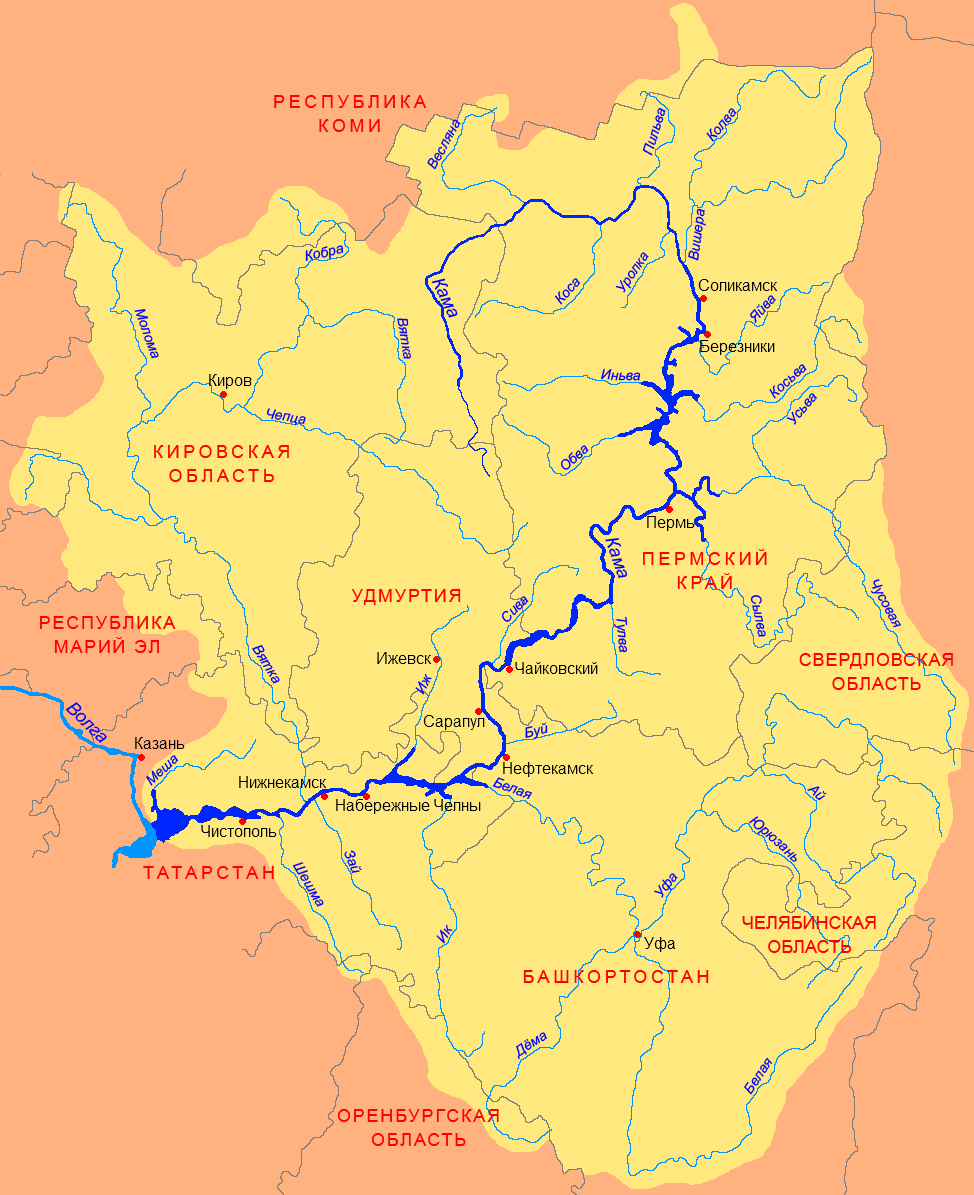
Бассейн Камы

- 17 км: Кашаева
- 20 км: Иныш
- 39 км: Челнинка
- 42 км: Мельнинская
- 48 км: Шипка
- 51 км: Зыча
- 63 км: Бугульда
- 64 км: Лесной Зай (длина 63 км)
- 68 км: Кармала
- 81 км: Сарапала
- 83 км: Шумышка
- 100 км: Савалеевка
- 106 км: Мустайка
- 114 км: Акташка
- 119 км: Ямашка
- 134 км: Мурат
- 144 км: Нариман
- 145 км: Урсалинка
- 151 км: Урсала
- 156 км: Мактаминка
- 176 км: Кудаш
- 179 км: Бугульминский Зай
- 181 км: Зай-Каратай
- 186 км: Мошкара
- 191 км: Камышла
- 201 км: Письмянка

## Фауна
В реке обитают рыбы: вьюны, густера, ёрш, жерех, карась, красноперка, лещ, налим, окунь, сазан, сом, рыба игла, стерлядь, судак, уклея, чехонь, щука и другие.
Водные млекопитающие: выхухоль, бобры, ондатры.

## Промышленность
На реке расположены города Альметьевск, Заинск.
Рядом с г. Альметьевск расположено Альметьевское водохранилище, рядом с г. Заинском — Заинское водохранилище и Заинская ГРЭС, после которого река и получает на картах название собственно Зай. У пгт Карабаш на правом притоке Бугульминский Зай (на картах обозначен как Зай) — Карабашское водохранилище и Карабашская малая ГЭС.
В бассейне реки Зай крупные месторождения нефти, постоянная добыча ведется на территории Альметьевского, Бугульминского и Лениногорского районов республики.
Судоходного значения не имеет.